# Allan Pred
Allan Richard Pred (New York, 28 juli 1936 – Berkeley, 5 januari 2007) was hoogleraar geografie aan de University of California, Berkeley.

## Levensloop
Allan Pred bracht zijn jeugd door in Bronx. Zijn ouders waren afstammelingen van Joodse immigranten uit Polen. Zijn vader was leraar Frans en zijn moeder combineerde de huishoudelijke taken met musiceren. Op zestienjarige leeftijd vertrok hij naar Yellow Springs om te gaan studeren aan het Antioch College. Hij studeerde af in 1957 als beste van zijn klas en ging Geografie studeren aan de Penn State University. Na het behalen van zijn MSc zette hij zijn studies voort aan de University of Chicago, in die jaren een van de centra in de Verenigde Staten waar geografen een vooraanstaande rol vervulden bij de ontwikkeling van een nieuwe (kwantitatieve) geografie. In 1962 kon hij zijn studies afronden met het behalen van een PhD. In deze periode verbleef hij ook enige tijd in Lund (Zweden) omdat hij geïnteresseerd was geraakt in de ideeën van Torsten Hägerstrand over innovatiediffusie. In 1962 ontmoette Pred zijn Zweedse vrouw Hjördis in San Francisco en vanaf dat moment verbleven ze jaarlijks afwisselend in Berkeley en Zweden. In 1980 kochten ze een zomerhuis in Sörmland, de basis voor het vele onderzoek dat Pred in Zweden verrichtte.
Direct na het behalen van zijn PhD kreeg Pred een aanstelling aan de Universiteit van Californië, Berkeley, eerst als Assistant Professor en vanaf 1971 als Professor of Geography.
In 2006 ging Pred met emeritaat. Hij overleed in 2007 aan de gevolgen van longkanker.

## Wetenschappelijk werk
Vanaf het begin van zijn wetenschappelijke carrière stond Pred open voor ideeën die buiten het veld van de geografie waren ontwikkeld. Hij was een van de leidende figuren in het ontwikkelingsproces van een traditionele, regionale geografie naar een nomothetisch georiënteerde geografie in de jaren zeventig van de 20e eeuw. Tussen 1980 en 1990 verschoof zijn intellectuele belangstelling. Hij schonk minder aandacht aan stads- en economisch-geografische onderwerpen in de Verenigde Staten en meer aan een veelheid van geografische aspecten van het alledaagse leven in Zweden.

### Het Amerikaanse stedelijk systeem
Pred startte zijn loopbaan met baanbrekend werk op het snijvlak van stads- en economische geografie. Hij publiceerde tussen 1966 en 1980 een drietal boeken over de stedelijke ontwikkeling in de 19e eeuw in de Verenigde Staten. In ‘The Spatial Dynamics of US Urban Industrial Growth’ (1966) wees hij op het belang van de stedelijke ontwikkeling voor de groei van de industrie. Hij vond dat het proces van cumulatieve causatie van groot belang was voor de stabiliteit van de relaties in het nationale stedelijke systeem. Wanneer steden een dominante positie hadden verworven, bleef dit gehandhaafd door de aanzuigende werking op veel soorten bedrijvigheid en dienstverlening. In ‘Urban Growth and the Circulation of Information’ (1973) wees Pred op de grote betekenis van de kwaliteit en de richting van de informatiestromen voor de stedelijke ontwikkeling. In het derde boek uit deze reeks ‘Urban Growth and City Systems in the United States, 1840-1860’ wordt de ontwikkeling van het nationale communicatienetwerk nog eens benadrukt. In deze periode vond een verschuiving plaats van de commercieel gedomineerde stedelijke economie naar een industriële dominantie in de stedelijke ontwikkeling.

### Gedragsmatrix
In 1967 en 1969 presenteerde Pred een alternatief voor de locatietheorieën die uitgingen van het principe van de rationeel handelende economische beslisser. In zijn boek ‘Behavior and Location’ (twee delen) stelde Pred dat het niet mogelijk is om volledig geïnformeerd te zijn over alle factoren die van belang zijn voor het kiezen van een locatie voor een economische activiteit. In navolging van Herbert Simon werkte Pred met het principe van de beperkt geïnformeerde besluitvormer. Voor een beter begrip van het ingewikkelde proces van locatiebeslissingen ontwierp hij de gedragsmatrix (behavioral matrix). In deze matrix staan op de verticale as de kwaliteit en de hoeveelheid van de beschikbare informatie en op de horizontale as het vermogen van de besluitvormer om de beschikbare informatie te verwerken. Hoewel deze benadering van het probleem van de locatiekeuze meer recht deed aan de alledaagse praktijk bleek de toepasbaarheid op nogal wat problemen te stuiten.

### Tijdgeografie en structuratietheorie
Aan het einde van de jaren zeventig van de 20e eeuw richtte Pred zich op de vraag hoe het kapitalisme het sociale systeem en daarmee het leven van alledag transformeerde. Eerst pakte hij dat aan door gebruik te maken van de tijdgeografie van Torsten Hägerstrand. Hij realiseerde zich echter dat er meer nodig was om de relatie tussen individueel handelen en de sociale structuur te ontrafelen. Daarvoor ging hij te rade bij de theorieën van Anthony Giddens, Paul Vidal de La Blache, Raymond Williams en Michel Foucault. Pred was een voorstander van een transdisciplinaire benadering. Hij bracht elementen van stromingen als Marxisme, feminisme en poststructuralisme in de geografie om ruimtelijke machtsrelaties bloot te leggen.
In navolging van Walter Benjamin was Pred van mening dat de kapitalistische consumptiecultuur het vermogen tot kritisch oordelen had aangetast. De gebruikelijke wetenschappelijke manier van onderzoek en verslaglegging verhulde in zijn ogen vaak dieper liggende verbanden. Pred wilde daarom een andere manier van presentatie van zijn onderzoeksresultaten, een manier die de lezer zou wakker schudden. Hij dacht dat te bereiken door het toepassen van montages, een experimentele vorm van presenteren, waarin niet alleen lay-out en lettertype varieerden maar ook flarden van poëzie en foto’s werden gebruikt.
In 1986 verscheen ‘Place, Practice and Structure: Social and Spatial Transformation in Southern Sweden, 1750-1850’. Het was een historisch-geografisch onderzoek naar de sociale en economische effecten van de opdeling van de communale gronden in Skåna, de zogenaamde enclosures. Hij wilde met dit onderzoek ook zijn visie geven op het wordingsproces van plaatsen en streken. Een plaats of regio was in zijn ogen en ontmoetingsruimte van (individuele) menselijke activiteiten en bestaande sociale structuren. Door gebruik te maken van Hägerstrands inzichten over het verloop van de activiteiten in tijd en ruimte én de uitgangspunten van de structuratietheorie van onder andere Giddens probeerde Pred het historisch-geografisch onderzoek te vernieuwen. Tussen 1980 en 1990 publiceerde hij een groot aantal artikelen over de relatie tussen de tijdgeografie en de structuratietheorie.

### Alledaags leven en racisme
Vanaf 1990 richtte Pred zijn aandacht op vraagstukken die samenhangen met de veranderingen in het leven van alledag onder invloed van de opkomst van het kapitalisme. In 1990 verscheen ‘Lost Words and Lost Worlds: Modernity and the Everyday Language in Late-Nineteenth Century Stockholm’. Voor een beter begrip van de omstandigheden waaronder de arbeiders moesten zien te overleven in een periode met sterke industrialisatie, maakte Pred gebruik van de analyse van het populaire taalgebruik van de arbeiders. Een specifiek taalgebruik was een middel om de arbeiders subcultuur in stand te houden in een wereld die gedomineerd werd door de opkomende middenklasse. Taalanalyse werd door hem gebruikt om de verschuivende machtsrelaties in kaart te brengen.
In ‘Even in Sweden: Racism, Racialized Spaces, and the Popular Geographical Imagination’, verschenen in 2000 probeerde Pred de vaak verborgen en ongemerkte uitingen van cultureel racisme in Zweden te ontrafelen. Dit boek is een goed voorbeeld van de door hem gebruikte montage vorm. Zijn eigen tekst wordt gemengd met lange citaten uit de Zweedse wetenschappelijke literatuur, beleidsstukken van de overheid en krantenartikelen. Qua lay-out oogt het chaotisch. ‘The Past is not dead: facts, fictions, and enduring racial stereotypes’ uit 2004 is min of meer een vervolg op ‘Even in Sweden’. Ook dit boek is opgezet volgens de montage-techniek. Het eerste deel is een studie van de lotgevallen van Badin (Adolf Ludwig Gustav Albrecht Couschi) een Afrikaanse-Caraïbische slaaf die in 1758 naar het Zweedse hof werd gebracht. Het tweede deel is een onderzoek naar de raciale stereotypering. De montage bestaat uit het combineren van lange uittreksels uit primaire bronnen van de laatste 250 jaar waar tegenover dan uitspraken staan van mensen met een migratie achtergrond over hun ervaringen met racisme in Zweden.

## Publicaties, een selectie
- 1961 Central Place Studies: A Bibliography of Theory and Applications. (with Brian J.L. Berry) Philadelphia: Bibliography Series No. 1, Regional Science Research Institute, 1961, 153 pp. 2nd ed., revised, 1965.
- 1962 The External Relations of Cities during “Industrial Revolution,” with a Case Study of Göteborg, Sweden: 1860-1890. Chicago: University of Chicago Press, 113 pp. (Department of Geography Research Paper No. 76 and N.A.S.-N.R.C. Foreign Field Research Report No. 14).
- 1966 The Spatial Dynamics of U.S. Urban-Industrial Growth, 1800-1914: Theoretical and Interpretive Essays. M.I.T. Press, 225 pp. Translated into Italian.
- 1967 Behavior and Location: Foundations for a Geographical and Dynamic Location Theory, Part I. Lund Studies in Geography, Ser. B. Human Geography, No. 27, 130 pp.
- 1969 Behavior and Location: Foundations for a Geographical and Dynamic Location Theory, Part II. Lund Studies in Geography, Ser. B. Human Geography, No. 29, 152 pp.
- 1973 Urban Growth and the Circulation of Information: The United States System of Cities, 1790-1840. Cambridge: Harvard University Press, 360 pp.
- 1973 Urbanization, Domestic Planning Problems and Swedish Geographic Research, Progress in Geography, Vol. 5, pp. 1–76. Reprinted in Polish, 1974, by the Polish Academy of Science.
- 1977 City-Systems in Advanced Economies: Past Growth, Present Processes, and Future Development Options. London: Hutchinson University Library, 256 pp.
- 1980 Urban Growth and City-systems in the United States, 1840-1860. Cambridge: Harvard University Press.
- 1986 Practice, Place and Structure: Social and Spatial Transformation in Southern Sweden, 1750-1850. Cambridge, Eng.: Polity Press [Basil Blackwell].
- 1990 Lost Words and Lost Worlds: Modernity and Everyday Language in Late-Nineteenth Century Stockholm. Cambridge, Eng.: Cambridge University Press.
- 1995 Recognizing European Modernities: A Montage of the Present. London and New York: Routledge.
- 2000 Even in Sweden: Racisms, Racialized Spaces, and the Popular Geographical Imagination. Berkeley and Los Angeles: University of California Press.
- 2004 The Past is Not Dead: Facts, Fictions and Enduring Racial Stereotypes. Minneapolis: University of Minnesota Press
- 2007 Spaces of Terror and Violence, co-edited with Derek Gregory, London, Routledge

- Bibsys: 90595686
- Biblioteca Nacional de España: XX1076769
- Bibliothèque nationale de France: cb124422271 (data)
- CiNii: DA00689271
- Gemeinsame Normdatei: 124413307
- International Standard Name Identifier: 0000 0001 0855 0611
- Library of Congress Control Number: n80025780
- Nationale Bibliotheek van Tsjechië: jx20070412011
- Nationale Bibliotheek van Israël: 987007396023905171
- Nederlandse Thesaurus van Auteursnamen: 068616538
- LIBRIS: 302691
- Système universitaire de documentation: 033566704
- Trove: 950697
- Virtual International Authority File: 9941358
- WorldCat: E39PBJxxhTQPTR6KPHdHbYdvpP